# 姬蓮·朗德
姬蓮·朗德（Kahlen Rondot；1983年12月19日—）美國模特兒，《全美超級模特兒新秀大賽》第四季的參賽者，比賽期間以出色表現順利進入二強，但最後在時裝秀中敗給儷瑪，成為第四季的亞軍。

## 全美超模新秀大賽
姬蓮在《全美超級模特兒新秀大賽》第四季的十四個參賽者中，是一名害羞的女孩。而且她在評判前說自己從未看過一集全美超級模特兒新秀大賽。
從第一張比賽照開始，姬蓮已經發揮到其超水準模特兒潛能，令評判們刮目相看，而且姬蓮的樣貌被評判指像名模Carmen Kass。姬蓮是以往季賽中最出色的參賽者之一，無論是扮演外星人、夏威夷女性，甚至跳羚，也能拍出超水準照片。
比賽期間，姬蓮一直缺乏信心，而且渡過很多不快時期，有一集她接到高中朋友死去的消息，該星期更要在墳墓中拍憤怒的照片，但姬蓮她化悲憤為力量，成功拍到一張充滿憤怒的照片，並第一名入圍。但是姬蓮的『期末考』，CoverGirl廣告和硬照都不及對手儷瑪，最後評判因為儷瑪以時裝秀及CoverGirl廣告和硬照的出色表現，選了儷瑪作冠軍。

## 模特兒事業
姬蓮在比賽之後做了模特兒，但到現在也沒有和模特兒公司簽約。她成為了《ElleGirl》、《US Weekly》、《Vice》、《Shumaq Clothing》、《FORD Fusion》等雜誌的模特兒，姬蓮也為Ellegirl presents Dare To Be You: Wal-Mart Meets America's Next Top Models 2005 和 Alice and Olivia Fall 2006 等時裝秀走秀。

## 小消息
- 姬蓮在《維多利亞的秘密》影帶中學到走秀。
- 姬蓮是一個動物權力擁護者和素食主義者。
- 在《泰雅賓絲·脫口秀[錨點失效]》其中一集，姬蓮表示自己在醉酒之後被三個男性朋友性侵害。
- 姬蓮多次在《泰雅賓絲·脫口秀》中，擔當模特兒和強姦顧問。
- 姬蓮現在在紐約市的一所酒吧工作。 （页面存档备份，存于）

## 外部連結
- 姬蓮的MySpace （页面存档备份，存于）
- 姬蓮的MySpace(2) （页面存档备份，存于）

| 前任： 盈盈·達克斯塔 | 全美超級模特兒新秀大賽亚軍 第四季 | 繼任： 麗琪·彼斯 |